# ضفدع كانغيواني
ضفدع كانغيواني (الاسم العلمي: Rana cangyuanensis) هو نوع من الحيوانات يتبع جنس الضفدع الحقيقي من فصيلة الضفادع الحقيقية.